# Castell Coch
Castell Coch är ett slott i Storbritannien.   Det ligger i kommunen Powys och riksdelen Wales, i den södra delen av landet, 240 km väster om huvudstaden London. Castell Coch ligger 271 meter över havet.
Terrängen runt Castell Coch är huvudsakligen kuperad, men söderut är den platt. Runt Castell Coch är det tätbefolkat, med 913 invånare per kvadratkilometer. Närmaste större samhälle är Rhondda, 18,9 km söder om Castell Coch. Trakten runt Castell Coch består i huvudsak av gräsmarker.